# Deutsche Arbeiter-Feldhandballnationalmannschaft
Die deutsche Arbeiter-Feldhandballnationalmannschaft vertrat den Arbeiter-Turn- und Sportbund bei Länderspielen und internationalen Turnieren.

## Arbeiterolympiade
Die deutsche Arbeiter-Feldhandballnationalmannschaft gewann einmal die Arbeiterolympiade.
| Jahr | Austragungsort                     | Teilnahme bis…  | Ergebnis                        | Medaille              | Bemerkung                                                    |
| ---- | ---------------------------------- | --------------- | ------------------------------- | --------------------- | ------------------------------------------------------------ |
| 1925 | Frankfurt am Main, Deutsches Reich | Schlußspiel     | Schweiz 2:4 Deutsches Reich     | Arbeiterolympiasieger |                                                              |
| 1931 | Wien, Österreich                   | Finale          | Deutsches Reich 9:10 Österreich | Silbermedaille        |                                                              |
| 1937 | Antwerpen, Belgien                 | keine Teilnahme | keine Teilnahme                 | keine Teilnahme       | Der Arbeiter-Turn- und Sportbund wurde im Mai 1933 verboten. |